# Сем Вортінгтон
Семюел Генрі Джей Вортінгтон (англ. Samuel Henry J. Worthington; нар. 2 серпня 1976) — австралійський актор.

## Біографія
Сем Вортінгтон народився 2 серпня 1976 року в Годалмінзі, графство Суррей (Англія). Виріс і довгий час жив в Австралії. Акторської майстерності навчався в Національному інституті драматичного мистецтва в Сіднеї.
До 2006 року Сем був відомий в основному за ролями в телесеріалах Австралії. Після 2002 року знявся в декількох епізодичних ролях голлівудських фільмів («Війна Гарта», «Великий рейд»). У 2006 році Вортінгтон пробувався на роль Джеймса Бонда у фільмі «Казино «Рояль»». Потім якийсь час ніде не знімався, розпродав майно, жив у трейлері.
У 2007 Вортінгтон після проб отримав головну роль Джейка Саллі у фільмі Джеймса Кемерона «Аватар», яка принесла йому світову популярність. За рекомендацією Кемерона зіграв Маркуса Райта у фільмі «Термінатор: Спасіння прийде». Виконав роль Персея у новому блокбастері «Битва титанів» 2010 році.
Вортінгтон озвучував Алекса Мейсона, головного протагоніста ігор «Call of Duty: Black Ops» у 2010 році та «Call of Duty: Black Ops II» у 2012 році. У 2011 році, спільно з Джоною Гіллом, знявся в передрелізному рекламному ролику гри «Call of Duty: Modern Warfare 3».
У 2015 році з'явився в ролі Гая Коттера, друга та земляка загиблого Роба Голла, начальника новозеландської експедиції «Консультанти з пригод», у фільмі «Еверест», що розповідає про гучне сходження на гору Джомолунгма у 1996 році, яке закінчилося катастрофою. У стрічці його герой веде переговори по радіозв'язку з базового табору з Робом Голлом, який застряг на схилі біля вершини.

## Особисте життя
У період з 2005 по 2008 роки зустрічався з Мейв Дірмоді, а з 2009 по 2011 — зі стилістом Наталі Марк.
З 28 грудня 2014 Вортінгтон одружений на моделі Ларе Бінгл (нар. 22 червня 1987), з якою зустрічався рік до їхнього весілля. У подружжя троє синів — Рокет Зот Вортінгтон (нар. 24 березня 2015 року), Рейсер Вортінгтон (нар. жовтень 2016) та Рівер Вортінгтон (нар. березень 2020).
Вортінгтон — християнин.

## Фільмографія
| Рік  | Фільм                       | Роль                       | Примітки |
| ---- | --------------------------- | -------------------------- | --- |
| 2000 | Бутмен                      | Мітчелл Окден              | Номіновано — Australian Film Institute Award за найкращу чоловічу роль |
| 2001 | Сенс життя                  | Наш Герой                  | короткометражний фільм |
| 2002 | Війна Гарта                 | Капрал Б.Дж. «Депо» Гвідрі | |
| 2002 | Брудні справи               | Дарсі                      | Номіновано — Film Critics Circle of Australia Приз за найкращу чоловічу роль другого плану |
| 2003 | Gettin' Square              | Баррі «Wattsy» Вірт        | |
| 2004 | Сальто-мортале              | Джо                        | Australian Film Institute Award for Best Actor in a Leading Role Номіновано — Film Critics Circle of Australia Приз за найкращу чоловічу роль Номіновано — Inside Film Award за найкращу чоловічу роль |
| 2004 | Thunderstruck               | Ронні                      | |
| 2004 | Блакитний полюс             | Майлз                      | короткометражний фільм |
| 2005 | Великий рейд                | Рядовий 1-го класу Лукас   | |
| 2005 | Фінк!                       | Ейбл                       | |
| 2006 | Казка про місто             | художник                   | короткометражний фільм |
| 2006 | Макбет                      | Макбет                     | |
| 2007 | Волоцюга                    | Ніл                        | |
| 2009 | Термінатор: Спасіння прийде | Маркус Райт                | Номіновано — Scream Award Breakout Performance за найкращу чоловічу роль Номіновано — Teen Choice Award найкраще свіже молоде обличчя |
| 2009 | Аватар                      | Джейк Саллі / Том Саллі    | 2010 Teen Choice Award найкращий фантастичний актор Saturn Award for Best Actor Номіновано — 2010 Teen Choice Award за найкращу бійку Номіновано — Empire Award for Best Actor Номіновано — MTV Movie Award for Best Fight (спільно з Стівеном Ленгом) Номіновано — MTV Movie Award for Best Kiss (спільно з Зої Салдана) |
| 2010 | Битва титанів               | Персей                     | Номіновано — 2010 Teen Choice Award найкращий фентезі-актор |
| 2010 | Минулої ночі в Нью-Йорку    | Майкл Рід                  | |
| 2010 | Любов і недовіра            | Майлз                      | Сегмент: Блакитний полюс Дарсі Юля |
| 2011 | Розплата                    | молодий Девід              | |
| 2011 | Смертельні поля Техасу      | Детектив Майк Саундер      | |
| 2011 | Дрейф                       | фотограф-серфінгіст        | |
| 2012 | На межі                     | Нік Кессіді                | |
| 2012 | Гнів Титанів                | Персей                     | |
| 2013 | У дрейфі                    | JB                         | |
| 2014 | Саботаж                     | Джеймс "Монстр" Мюррей     | |
| 2014 | Торт                        | Рой Коллінз                | |
| 2014 | The Keeping Room            | Мойсей                     | |
| 2015 | Paper Planes                | Джек Веббер                | |
| 2015 | Kidnapping Freddy Heineken  | Віллем Холлідер            | |
| 2015 | Еверест                     | Ґай Коттер                 | |
| 2016 | З міркувань совісті         | капітан Гловер             | |
| 2017 | Хатина                      | Мак Філліпс                | |
| 2017 | Полювання на людей          | Джеймс Р. Фіцджеральд      | |
| 2018 | Титан                       | Рік Янссен                 | |
| 2019 | Перелом                     | Рей Монро                  | |
| 2021 | Меєр Ланськи                | Девід Стоун                | |
| 2022 | Аватар: Шлях води           | Джейк Саллі                | |
| 2022 | Дев'ять життів              | Джек                       | |
| 2023 | Переливання                 | Раян Логан                 | |
| 2024 | Зліт                        | Хакслі                     | |
| 2024 | Екзорцизм                   | Джо                        | |
| 2024 | Горизонт: Американська сага | Трент Джефардт             | |
| 2024 | Кілер                       | Фінн                       | |
| 2025 | Аватар: Вогонь і попіл      | Джейк Саллі                | |
| 2029 | Аватар 4                    | Джейк Саллі                | |

## Цікаві факти
- Зріст Сема — 178 см.
- Бачить Сем погано, але окуляри не носить.
- У період з 2005 по 2008 Сем зустрічався з Мейв Дірмоді (англ. Maeve Dermody), а з 2009 по 2011 рік — зі стилістом Наталі Марк (англ. Natalie Mark).